# 粗糙异燕麦
粗糙山燕麦（学名：Helictotrichon schmidii），别名粗糙异燕麦，为禾本科山燕麦属下的一个植物种。